# 6. politbyro ústředního výboru Komunistické strany Číny
6. politbyro Ústředního výboru Komunistické strany Číny (čínsky v českém přepisu Čung-kuo Kung-čchan-tang ti-wu-ťie Čung-jang Čeng-č’-ťü, pchin-jinem Zhōngguó Gòngchǎndǎng dìwǔjiè Zhōngyāng Zhèngzhìjú, znaky 中国共产党第五届中央政治局) bylo v letech 1928–1945 skupinou členů ústředního výboru Komunistické strany Číny, která tvořila užší vedení Komunistické strany Číny. Několik nejvýznamnějších členů politbyra tvořilo nejužší vedení, takzvaný stálý výbor, resp. od roku 1934 ústřední sekretariát.
Šesté politbyro bylo zvoleno 18. července 1928 v Nikolském u Moskvy na prvním zasedání 6. ústředního výboru zvoleného na závěr VI. sjezdu KS Číny. Skládalo se z čtrnácti osob, sedmi členů a sedmi kandidátů. Jeho stálý výbor měl pět členů a tři kandidáty. Později se složení politbyra opakovaně měnilo.
Funkční období politbyra trvalo do VII. sjezdu KS Číny, který se sešel v dubnu/červnu 1945, prakticky trvalo pouze do zahájení 7. zasedání ÚV v květnu 1944, kdy bylo nahrazeno předsednictvem sedmého zasedání.

## Složení

### Po prvním zasedání ÚV v červenci 1928
Politbyro zvolené na prvním zasedání ÚV v červenci 1928:
- členové: Siang Čung-fa (generální tajemník ÚV), Su Čao-čeng, Cchaj Che-sen (do listopadu 1928), Siang Jing, Čou En-laj, Čchü Čchiou-paj a Čang Kuo-tchao;[1]
- kandidáti: Kuan Siang-jing, Li Li-san (člen od listopadu 1928), Luo Teng-sien, Pcheng Pchaj (člen od listopadu 1928), Jang Jin (člen od listopadu 1928), Lu Fu-tchan, Sü Si-ken;[1]
- členové stálého výboru: Siang Čung-fa, Čou En-laj, Su Čao-čeng, Siang Jing, Cchaj Che-sen (do listopadu 1928);[1]
- kandidáti stálého výboru: Li Li-san (člen stálého výboru od listopadu 1928), Jang Jin (člen stálého výboru od listopadu 1928), Sü Si-ken.[1]

Čchü Čchiou-paj a Čang Kuo-tchao a nemocný Su Čao-čeng zůstali i po VI. sjezdu v Moskvě, kde zastupovali KS Číny ve vedení Kominterny.

### Po zasedání politbyra v listopadu 1928
Na zasedání politbyra v listopadu 1928 byli převedeni z kandidátů na členy Li Li-san, Jang Jin a Pcheng Pchaj, odvolán Cchaj Che-sen, do stálého výboru jmenován Li Li-san a Jang Jin. Politbyro pak mělo složení:
- členové: Siang Čung-fa (generální tajemník ÚV), Li Li-san, Su Čao-čeng (zemřel v únoru 1929), Siang Jing, Čou En-laj, Čchü Čchiou-paj, Čang Kuo-tchao, Pcheng Pchaj (zatčen a zabit v srpnu 1929), Jang Jin (zatčen a zabit v srpnu 1929);
- kandidáti: Kuan Siang-jing (člen od září 1930), Luo Teng-sien, Lu Fu-tchan, Sü Si-ken;
- členové stálého výboru: Siang Čung-fa, Čou En-laj, Li Li-san, Su Čao-čeng (zemřel v únoru 1929), Siang Jing, Jang Jin (zatčen a zabit v srpnu 1929)
- kandidáti stálého výboru: Sü Si-ken

V Moskvě v Kominterně zastupovali KS Číny Čang Kuo-tchao, Čchü Čchiou-paj a Su Čao-čeng. Poslední se v lednu 1929 vrátil do Číny, ale už v únoru 1929 zemřel v Šanghaji. V březnu 1930 odjel ze Šanghaje do Moskvy Čou En-laj, který se, společně s Čchü Čchiou-pajem, v srpnu 1930 vrátil ze Sovětského svazu do Šanghaje.

### Po třetím zasedání ÚV v září 1930
Na třetím zasedání ÚV v září 1930 byl Kuan Siang-jing převeden z kandidátů na členy, Wen Jü-čcheng, Li Wej-chan, Ku Šun-čang a Mao Ce-tung zvoleni kandidáty, Li Li-san odvolán ze stálého výboru. Politbyro pak mělo složení:
- členové: Siang Čung-fa (generální tajemník ÚV), Li Li-san (odvolán v lednu 1931), Siang Jing, Čou En-laj, Čchü Čchiou-paj (odvolán v lednu 1931), Čang Kuo-tchao, Kuan Siang-jing (kandidát od ledna 1931);
- kandidáti: Luo Teng-sien, Lu Fu-tchan (člen od ledna 1931), Sü Si-ken (člen od ledna 1931), Wen Jü-čcheng, Li Wej-chan (do ledna 1931), Ku Šun-čang, Mao Ce-tung;
- členové stálého výboru: Siang Čung-fa, Čou En-laj, Siang Jing (do ledna 1931), Sü Si-ken (od října 1930 do ledna 1931)
- kandidáti stálého výboru: Sü Si-ken (člen stálého výboru od října 1930)

V Moskvě v Kominterně zastupoval KS Číny Čang Kuo-tchao, na přelomu listopadu a prosince 1930 do Moskvy odjel Li Li-san. U sovětu v Ťiang-si působil Mao Ce-tung a od konce prosince 1930 i Siang Jing.

### Po čtvrtém zasedání ÚV v lednu 1931
Na čtvrtém zasedání ÚV v lednu 1931 byli odvoláni Li Li-san, Čchü Čchiou-paj a Li Wej-chan, převedeni z kandidátů na členy Lu Fu-tchan a Sü Si-ken, zvoleni členy politbyra Čchen Jü, Žen Pi-š’ a Wang Ming, převeden z členů na kandidáta Kuan Siang-jing, zvoleni kandidáty Wang Kche-čchüan a Liou Šao-čchi, do stálého výboru přidán Čang Kuo-tchao a tři kandidáti (Sü Si-ken, Čchen Jü, Lu Fu-tchan). Politbyro pak mělo složení:
- členové: Siang Čung-fa (generální tajemník ÚV, zatčen a zabit v červnu 1931), Siang Jing, Čou En-laj, Čang Kuo-tchao, Čchen Jü, Lu Fu-tchan (zatčen v lednu 1933), Sü Si-ken (zatčen v září 1932), Žen Pi-š’, Wang Ming;
- kandidáti: Kuan Siang-jing, Luo Teng-sien (zatčen a zabit v srpnu 1933), Wen Jü-čcheng (do května 1931), Ku Šun-čang (zatčen v dubnu 1931), Mao Ce-tung, Wang Kche-čchüan (do ledna 1931), Liou Šao-čchi;
- členové stálého výboru: Siang Čung-fa (zatčen a zabit v červnu 1931), Čou En-laj, Čang Kuo-tchao, Wang Ming (doplněn v únoru 1931);
- kandidáti stálého výboru: Sü Si-ken (zatčen v září 1932), Čchen Jü, Lu Fu-tchan (člen od září 1931).

Řada členů a kandidátů politbyra působila mimo Šanghaj, a sice: Čang Kuo-tchao pracoval v Moskvě, do Šanghaje přijel koncem ledna 1931, od dubna 1931 působil v sovětu E-Jü-Wan, resp. 4. frontu (roku 1932 se přesunul do S’-čchuanu). Do Moskvy odjel v červnu 1931 Čchen Jü, v říjnu 1931 Wang Ming. U sovětu v Ťiang-si působili Siang Jing a Mao Ce-tung, od dubna 1931 Žen Pi-š’ (od května 1933 u sovětu v západním Ťiang-si/Chu-nanu), od prosince 1931 Čou En-laj. Sü Si-ken pracoval od dubna 1931 u sovětu Siang-E-si v západním Chu-nanu, později se vrátil do Šanghaje (a byl zatčen). Kuan Siang-jing byl od 1931/2 u sovětu na severu Chu-nanu.

### Prozatímní politbyro sestavené v září 1931
V září 1931 v Šanghaji zůstali z členů politbyra pouze Wang Ming, který vzápětí (v říjnu) odjel do Moskvy a Lu Fu-tchan. Po dohodě s představiteli Kominterny bylo proto sestaveno prozatímní vedení strany. 
Prozatímní politbyro sestavené v září 1931:
- členové: Čchin Pang-sien (pověřen celkovým řízením), Čang Wen-tchien, Kchang Šeng, Lu Fu-tchan (zatčen v lednu 1933), Čchen Jün, Li Ču-šeng (zatčen v červnu 1934), Liou Šao-čchi, Chuang Pching (zatčen v prosinci 1932), Wang Jün-čcheng (Wang Čchung-žen, zatčen v únoru 1933);[pozn. 1]
- stálý výbor: Čchin Pang-sien, Čang Wen-tchien, Lu Fu-tchan (zatčen v lednu 1933).

I prozatímní politbyro se v Šanghaji dlouho neudrželo, jeho členové byli buď zatčeni, nebo odešli z města: k sovětu v Ťiang-si dorazili koncem roku 1932 Liou Šao-čchi, v lednu 1933 Čchin Pang-sien, Čang Wen-tchien a Čchen Jün. Kchang Šeng od července 1933 pracoval v Moskvě. Po příchodu Čchin Pang-siena, Čang Wen-tchiena a Čchen Jüna do Ťiang-si v lednu 1933 se dosavadní ústřední byro centrální sovětské oblasti (které řídilo stranu v sovětu v Ťiang-si ve složení Čou En-laj – tajemník byra, Siang Jing, Mao Ce-tung, Žen Pi-š’, Wang Ťia-siang, Ku Cuo-lin, Teng Fa a Ču Te) spojilo s příchozími členy prozatímního politbyra do centrálního byra ÚV, které se stalo vrcholným stranickým orgánem.

### Po pátém zasedání ÚV v lednu 1934
Na pátém zasedání ÚV v lednu 1934 byli (znovu)zvoleni členy politbyra Čchen Jün, Čchin Pang-sien, Čang Wen-tchien, Kchang Šeng, Mao Ce-tung a Ku Cuo-lin, kandidáty Ču Te, Teng Fa, Kchaj Feng, a Wang Ťia-siang. Namísto stálého výboru politbyra byl zvolen sekretariát ÚV (Čchin Pang-sien, Čou En-laj, Čang Wen-tchien, Siang Jing a patrně i Čchen Jün). Politbyro pak mělo složení:
- členové: Čchin Pang-sien (pověřen celkovým řízením), Čang Wen-tchien, Siang Jing, Čou En-laj, Čang Kuo-tchao, Žen Pi-š’, Wang Ming, Čchen Jün, Kchang Šeng, Mao Ce-tung, Ku Cuo-lin (zemřel v květnu 1934);
- kandidáti:Wang Ťia-siang, Liou Šao-čchi, Ču Te (člen od 1934/35), Kuan Siang-jing, Teng Fa, a Kchaj Feng;
- sekretariát: Čchin Pang-sien, Čou En-laj, Čang Wen-tchien, Siang Jing, Čchen Jün.

Přitom většina členů a kandidátů politbyra zprvu působila v Ťiang-si, pak se na Dlouhém pochodu s 1. frontem přesunula na severozápad do pohraniční oblast Šen-si-Kan-su-Ning-sia. Mimo ústřední skupinu se nacházeli: od října 1934 Siang Jing (po odchodu většiny politbyra na Dlouhý pochod zůstal v Ťiang-si), Čang Kuo-tchao u 4. frontu (samostatně do června 1935 a v září 1935 – září 1936), Žen Pi-š’ a Kuan Siang-jing (oba u sovětu v západním Ťiang-si/Chu-nanu, pak u 2. frontu na Dlouhém pochodu do října 1936), v Moskvě Wang Ming a Kchang Šeng. 
Po lednu 1934 ale před lednem 1935 byl převeden z kandidátů na členy Ču Te. Na zasedání politbyra (konference v Cun-i) v lednu 1935 byl jmenován členem sekretariátu Mao Ce-tung. V únoru 1935 byl na zasedání politbyra Čang Wen-tchien pověřen celkovým řízením politbyra místo Čchin Pang-siena a Wang Ťia-siang byl převeden mezi členy politbyra a sekretariátu. V červnu 1935 skupinu členů politbyra u 1. frontu opustil Čchen Jün poslaný do Šanghaje, odtud odjel do Moskvy.
Na zasedání politbyra v srpnu 1935 byli jmenováni členy politbyra Čchen Čchang-chao a Čou Čchun-čchüan, v roztržce mezi Čang Kuo-tchaem a ostatními členy politbyra v září 1935 se postavili na stranu Čanga a v politbyru pak nepracovali.
Na zasedání politbyra v lednu 1936 byli jmenováni členy politbyra Pcheng Te-chuaj a Lin Jü-jing, Pcheng Te-chuaj členem politbyra zůstal, Lin Jü-jing v politbyru pracoval pouze roku 1936.
Mezi lednem 1934 a prosincem 1937 byl převeden z kandidátů na členy Teng Fa.
V dubnu 1936 do Moskvy odjel Teng Fa a zůstal v ní do září 1937, poté do roku 1939 působil jako představitel komunistů v Urumči. V únoru 1937 do Moskvy odjel Wang Ťia-siang. V listopadu 1937 se ze Sovětského svazu do pohraniční oblasti Šen-si-Kan-su-Ning-sia vrátili Wang Ming, Čchen Jün a Kchang Šeng.

### Po zasedání politbyra v prosinci 1937
V prosinci 1937 proběhlo zasedání politbyra, pak mělo sestavu:
- členové: Čang Wen-tchien (pověřen celkovým řízením), Čchin Pang-sien, Siang Jing (padl v lednu 1941), Čou En-laj, Čang Kuo-tchao (v dubnu 1938 přešel ke Kuomintangu a odvolán), Žen Pi-š’, Wang Ming, Čchen Jün, Kchang Šeng, Mao Ce-tung, Ču Te, Wang Ťia-siang, Pcheng Te-chuaj, Teng Fa;
- kandidáti: Liou Šao-čchi, a Kchaj Feng;
- sekretariát: Existují dvě verze složení sekretariátu. Čang Wen-tchien, Mao Ce-tung, Wang Ming, Čchen Jün, Kchang Šeng podle západních,[4] ale i čínských autorů.[5][6][pozn. 5] Podle současných oficiálních čínských zdrojů byli do sekretariátu přidáni Wang Ming, Kchang Šeng a Čchen Jün a měl poté složení Čang Wen-tchien, Mao Ce-tung, Wang Ming, Kchang Šeng, Čchen Jün, Čou En-laj, Čang Kuo-tchao, Čchin Pang-sien a Siang Jing.[1][7] Tomuto jsou blízcí i někteří nekomunističtí historikové.[pozn. 6]

V březnu 1938 do Moskvy odjel Žen Pi-š’, v srpnu 1938 se ze Sovětského svazu vrátil Wang Ťia-siang a vrátil se k práci v politbyru a sekretariátu, v srpnu 1939 do Moskvy odjel Čou En-laj, společně se Žen Pi-š’im se vrátili v březnu 1940.

### Po šestém zasedání ÚV v září–listopadu 1938
V listopadu 1938 na šestém zasedání ÚV neproběhly změny ve vedení. Čang Wen-tchien se vzdal řízení politbyra a sekretariátu, které přešlo na Mao Ce-tunga. Od března 1940 byl členem sekretariátu i Žen Pi-š’.
V srpnu 1941 byla zřízena pracovní konference sekretariátu ve složení Mao Ce-tung, Žen Pi-š’, Wang Ťia-siang, Wang Ming, Čang Wen-tchien, Čchen Jün a Kchaj Feng, přičemž pro první tři byla účast na zasedáních konference (dvakrát týdně) povinná. Nicméně Wang Ming a Čang Wen-tchien byli záhy odstraněni od práce v konferenci.
V březnu 1943 byl politbyrem jmenován nový sekretariát ve složení Mao Ce-tung (předseda sekretariátu a politbyra), Liou Šao-čchi, Žen Pi-š’.

### Během sedmého zasedání ÚV od května 1944
Od května 1944 do dubna 1945 probíhala jednání sedmého zasedání ústředního výboru, během tohoto období pravomoci politbyra a sekretariátu převzalo předsednictvo sedmého zasedání ÚV ve složení Mao Ce-tung, Ču Te, Liou Šao-čchi, Žen Pi-š’ a Čou En-laj.